# Maybe Baby (cantante)
Maybe Baby (in russo Мэйби Бэйби?), pseudonimo di Viktoryja Uladzimiraŭna Lysjuk (in bielorusso Вікторыя Уладзіміраўна Лысюк?; in russo Виктория Владимировна Лысюк?, Viktorija Vladimirovna Lysjuk; Žabinka, 27 settembre 1995), è una cantante bielorussa con cittadinanza russa, ex membro del gruppo musicale Frendzona.

## Biografia
Nata e cresciuta a Žabinka, Lysjyuk si è laureata presso l'Università statale dei trasporti di San Pietroburgo ed è stata membro integrante del gruppo musicale Frendzona, con cui ha pubblicato tre album in studio tra il 2018 e il 2021.
Nel febbraio 2022 ha ottenuto il suo miglior posizionamento nella Russia Songs con Barbisajz al 19º posto, singolo tratto dal terzo disco di Dora Miss. Qualche mese più tardi è stato pubblicato il suo LP d'esordio da solista, dal titolo Mėjbilėnd. Nel novembre 2023 viene fatto uscire il secondo disco Shawty, promosso dagli estratti Zajka, Shimmy Shimmy Ya!, Princessa Diana e la relativa tournée.
È ritornata sulle scene musicali nell'agosto 2025 col terzo LP di inediti, dal titolo Mayday.

## Discografia

### Da solista

#### Album in studio
- 2022 – Mėjbilėnd
- 2023 – Shawty
- 2025 – Mayday

#### EP
- 2018 – Tol'ko esli v ščečku

#### Singoli
- 2018 – Butyločka
- 2018 – Askorbinka
- 2019 – Ljubimaja škola
- 2019 – Beskonečnoe leto
- 2019 – Tamagoči (con Alëna Švec)
- 2020 – Kokoro (con Frendzona)
- 2020 – Ne ispravljus' (con Dora)
- 2020 – Achegao
- 2020 – Bla bla
- 2020 – Poka molodoj (con Chleb)
- 2021 – Planeta M
- 2021 – Banda-Propaganda (con Kroki)
- 2021 – Lallipap
- 2021 – Barbisajz (con Dora)
- 2022 – Shipuaka!
- 2022 – Bol' (con Quiizzzmeow)
- 2022 – Dakimakura
- 2022 – Motylëk (con Iowa)
- 2023 – Zajka
- 2023 – Shimmy Shimmy Ya!
- 2023 – Babybars
- 2023 – Barbi iz truščob
- 2023 – Babybars 2
- 2024 – Heartbreak
- 2024 – Princessa Diana
- 2024 – Korovka
- 2024 – Babybars 3
- 2024 – Popstars (con Kill Eva)
- 2024 – On Top
- 2024 – Hit Em Up
- 2025 – Oops! (con Daryana)
- 2025 – Lady Slay
- 2025 – Klub (con LSP)
- 2025 – Bimbo (con Boris Redwall)
- 2025 – Neblagopolučnaja sem'ja
- 2025 – Silikonovyj gnom

### Frendzona
- 2018 – Flirt na vpiske
- 2020 – Ne razlej voda
- 2021 – Al'boma